# Vălenii de Mureș, Mureș
Vălenii de Mureș, mai demult Porcești, Disnăieu (în dialectul săsesc Gassne, în germană Gassen, în maghiară Disznajó) este un sat în comuna Brâncovenești din județul Mureș, Transilvania, România.

## Monumente
- Biserica reformată din Vălenii de Mureș

## Imagini

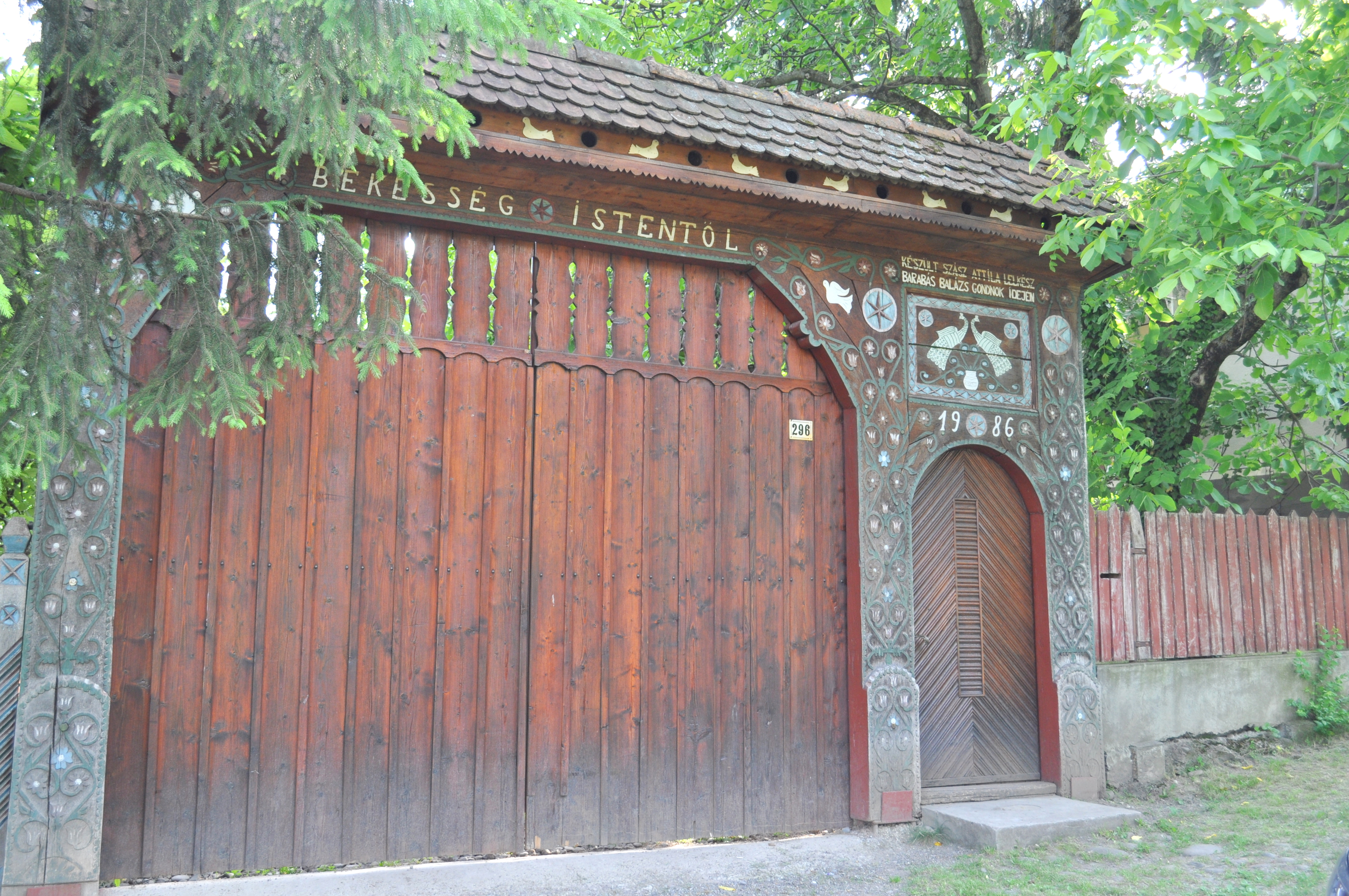
Poarta de lemn a bisericii reformate
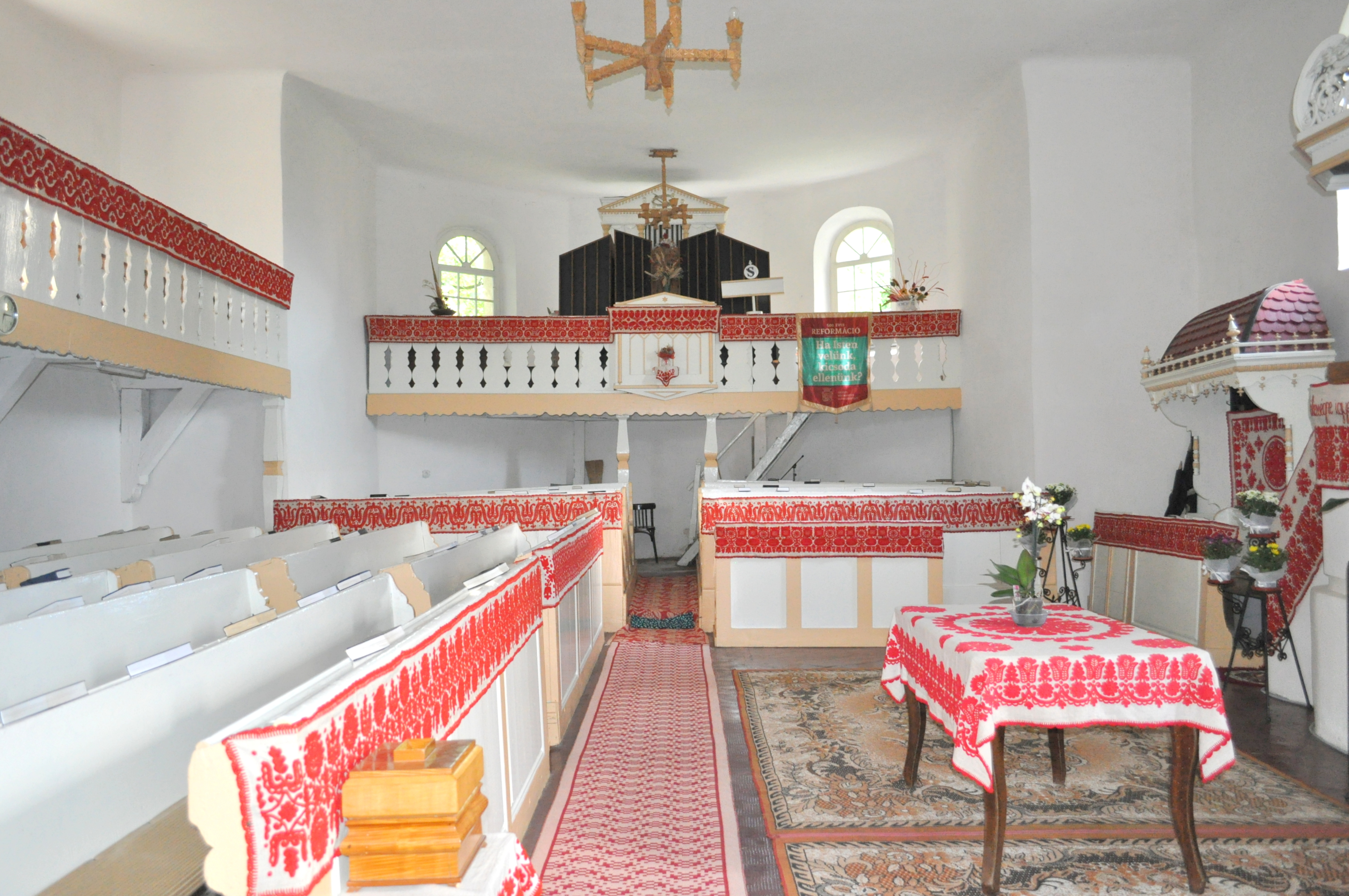
Biserica reformată (monument istoric)
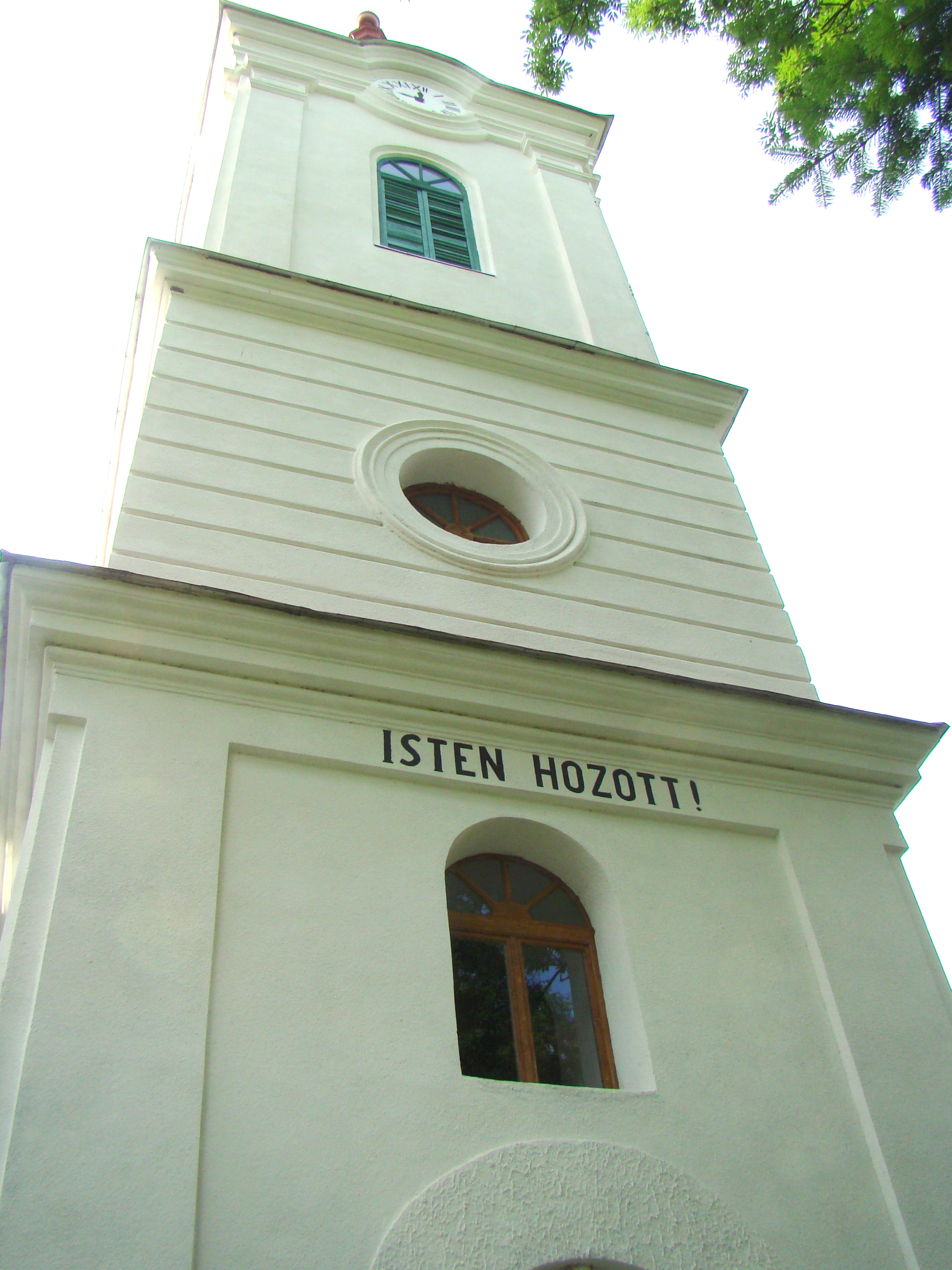
Turnul
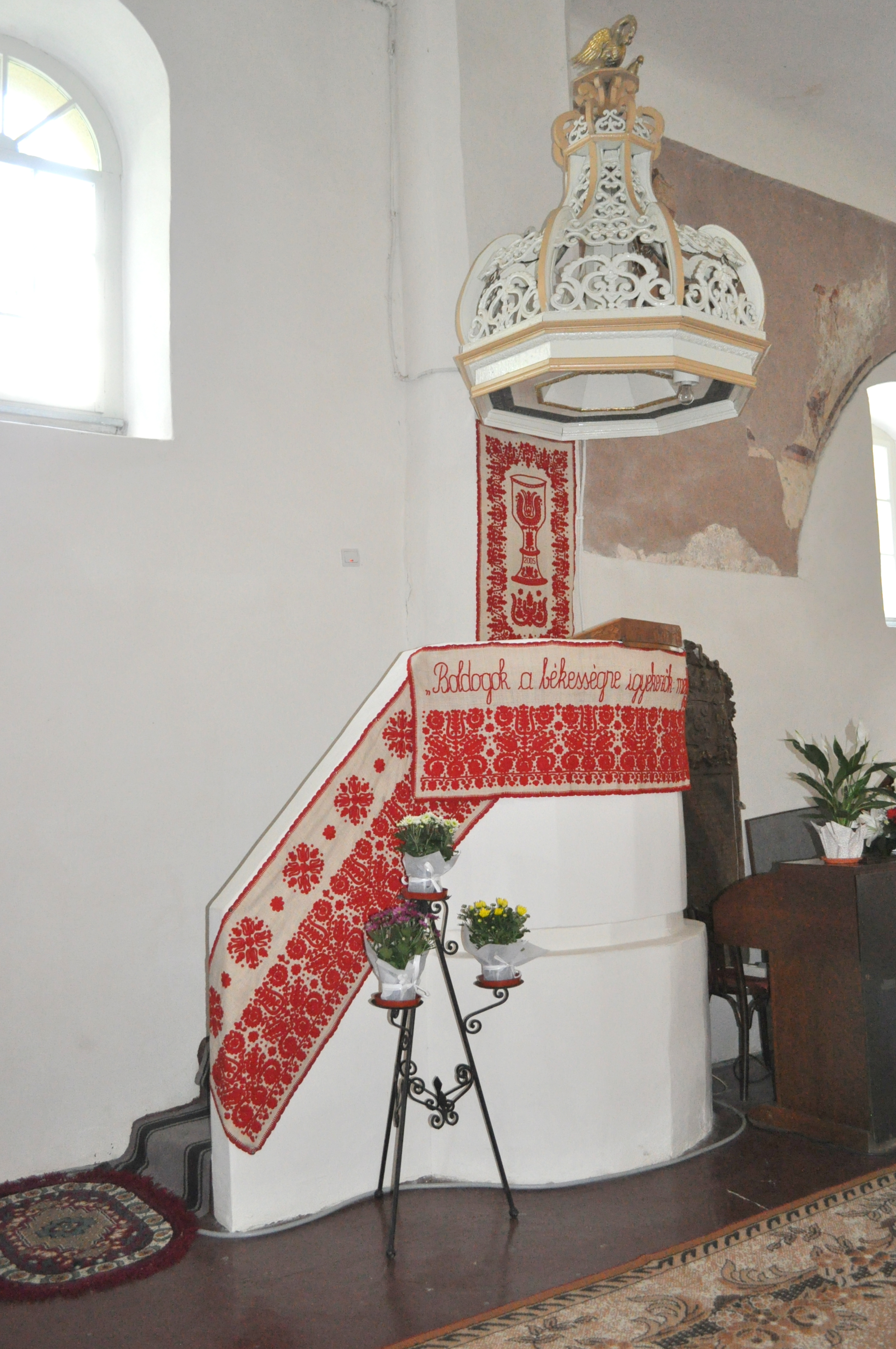
Amvonul